# NO DEMOCRACY
『NO DEMOCRACY』（ノー・デモクラシー）は、GLAYのメジャー15枚目のオリジナルアルバム。2019年10月2日にポニーキャニオンより発売。

## 解説
アルバムの発売は前作『HEAVY GAUGE Anthology』より5か月ぶり、オリジナルアルバムとしては『SUMMERDELICS』以来2年振りとなる。
アルバムについては、2019年8月17日にメットライフドームで行われたライブ「GLAY 25th Anniversary “LIVE DEMOCRACY”」で、終演後に会場のスクリーンに映像が映し出され、発売予定のみが発表されていた同アルバムの詳細情報も解禁。本作はTAKUROが「言葉にこだわった作品」と語っており、「GLAYという個人が"嘘のない言葉"で、新たな時代に語りかける曲を集めた1枚」に仕上げたという。ちなみにタイトルについてはTAKURO曰く「内輪だけで民主主義と浮かれていても、いざ一歩外に出てみると戦争や宗教問題など様々な理由から、未だ民主主義が確立されていない理想とは程遠い現実がある」という意味が込められている、との事。
「CD+DVD」、「CDのみ」、「1CD＋3Blu-ray(G-DIRECT限定)」の3形態で発売。DVDには、GLAYとしては令和初のライブとなった「GLAY LIVE TOUR 2019 -SURVIVAL-令和最初のGLAYとHEAVY GAUGE」2019年6月14日の神奈川県立県民ホール公演を収録。G-DIRECT限定盤にはこれをBlu-ray化したものと、「ドキュメンタリー映像+シングル曲のミュージックビデオ」、そして「GLAY SPECIAL LIVE ROPPONGI HILLS ARENA」「超プレミアムライブ GLAY×ゴールデンボンバー in 超音楽祭2019」「GLAY DAY JAPAN PREMIER LIVE in Chitose Powered by HOTEL GLAY」(いずれも全曲収録)の3本のライブ映像を収録した、Blu-ray3枚組が付く。

## 記録
初週39,153枚を売り上げ、2019年10月14日付のオリコン週間アルバムランキングで初登場2位を獲得。
また、今回で通算29作目のTOP10入りを果たし、グループによる「アルバムTOP10入り作品数」記録で、TUBE、B'zに次ぐ歴代単独3位となった。

## 収録曲
1. REIWADEMOCRACY
作曲：TAKURO 編曲:GLAY&亀田誠治 ストリングス・ホーン編曲:亀田誠治
2. 反省ノ色ナシ
作詞：TAKURO 作曲：JIRO 編曲:GLAY&亀田誠治 ストリングス・ホーン編曲:亀田誠治
3. My name is DATURA
作詞：HISASHI、Sascha 作曲：HISASHI 編曲:GLAY&亀田誠治、ストリングス編曲:亀田誠治
4. Flowers Gone
作詞・作曲：TAKURO 編曲:GLAY&亀田誠治
1992年7月12日発売のデモテープ『DANCE VISION』に収録されたインディーズ時代の曲を再録
5. 氷の翼
作詞・作曲：TAKURO 編曲:GLAY&亀田誠治&DJ Mass&瀧田敏広 ストリングス・ホーン編曲:亀田誠治
映画『オーバー・エベレスト 陰謀の氷壁』日本語吹替版主題歌
6. 誰もが特別だった頃
作詞・作曲：TAKURO 編曲:GLAY&亀田誠治 ホーン編曲:亀田誠治
7. あゝ、無常
作詞・作曲：TAKURO 編曲:GLAY&亀田誠治
8. 戦禍の子
作詞・作曲：TAKURO 編曲:GLAY&亀田誠治
9. JUST FINE
作詞・作曲：TAKURO 編曲:GLAY&亀田誠治
2019年『セブンイレブンフェア』タイアップ曲
10. はじまりのうた
作詞・作曲：TERU 編曲:GLAY&亀田誠治 ストリングス編曲:村山☆潤
TVアニメ『ダイヤのA actⅡ』オープニングテーマ
11. あなたといきてゆく
作詞・作曲：TAKURO 編曲:GLAY&亀田誠治 ストリングス編曲:亀田誠治
テレビ東京系列ドラマ『ユニバーサル広告社～あなたの人生、売り込みます！～』主題歌
記載はないが、TAKUROのギターを再録したアルバムバージョン
12. COLORS
作詞・作曲：TERU 編曲:GLAY&亀田誠治 ストリングス編曲:Jun☆Murayama
『劇場版 ファイナルファンタジーXIV 光のお父さん』主題歌
13. 愁いのPrisoner
作詞・作曲：TAKURO 編曲:GLAY&亀田誠治
2018年『セブンイレブンフェア』タイアップ曲
14. 元号
作詞・作曲：TAKURO 編曲:GLAY&亀田誠治

### DVD(CD+DVD盤)

#### GLAY LIVE TOUR 2019 -SURVIVAL-令和最初のGLAYとHEAVY GAUGE
1. JUST FINE
2. Young oh! oh!
3. HEAVY GAUGE
4. FATSOUNDS
5. SURVIVAL
6. ここではない、どこかへ
7. HAPPINESS
8. summer FM
9. LEVEL DEVIL
10. BE WITH YOU
11. Winter, again
12. Will Be King
13. 生きがい
14. Savile Row ～サヴィル ロウ ３番地～
15. COLORS
16. はじまりのうた
17. 愁いのPrisoner
18. 元号
19. Missing You
20. SHUTTER SPEEDSのテーマ
21. 彼女の”Modern…”
22. 誘惑

### 3Blu-ray(G-DIRECT限定盤)

#### DISC1
- GLAY LIVE TOUR 2019 -SURVIVAL-令和最初のGLAYとHEAVY GAUGE
内容はCD+DVD盤と同様

#### DISC2
- Overseas Documentary
- 25th Anniv. Documentary
- あなたといきてゆく(Music Video）
- 愁いのPrisoner (Music Video)
- YOUR SONG (Music Video)
- JUST FINE (Music Video)
- COLORS (Music Video)
- 元号 (Music Video)

#### DISC3
- GLAY SPECIAL LIVE ROPPONGI HILLS ARENA
- 超プレミアムライブ GLAY×ゴールデンボンバー in 超音楽祭2019
- GLAY DAY JAPAN PREMIER LIVE in Chitose Powered by HOTEL GLAY

### その他(封入アイテム・G-DIRECT限定盤のみ)
- A4ブックレット64P
- GLAYかるた
- GLAY詩集100選

## 参加ミュージシャン
- 永井利光 - ドラム演奏
- 斎藤有太 - ピアノ、電子ピアノ、オルガン(#5,6,7,8,9,11,13)
- 村山☆潤 - ピアノ、キーボード演奏、プログラミング(#10,12)
- 玉田豊夢 - ドラム演奏(#11)
- 吉田宇宙 - ストリングス(#10,12)
- 今野均 - ストリングス(#1,2,3,5,11)
- サッシャ - コーラス(#3)
- azumi(wyolica) - コーラス(#5)
- 山根公男 - クラリネット(#1,2)
- 高桑英世 - フルート演奏(#1,2)
- Luise Valle - トランペット(#5)
- 山本拓夫 - サックス(#6)
- 西脇辰弥 - ハーモニカ(#14)
- 豊田泰孝 - プログラミング(#6,12,13)